# Прейли
Прейли (произношение) (на латвийски: Preiļi) е град в югоизточна Латвия, намиращ се в историческата област Латгале. Градът е административен център на район Прейли. Прейли се намира на 204 km от столицата Рига.

## История
Прейли е един от най-старите градове в Латвия. Населеното място за първи път е споменато в писмен документ от 1260 г. През 1897 в града живеят 2104 души – тогава сравнително висок брой жители за разпръснатото население на района. През 1928 г., няколко години след обявяването на независимостта на Латвия, Прейли получава статут на град. През 1935 в града живеят 1662 души, от които 50,97% евреи. По време на Втората световна война еврейското население на Прейли става жертва на Холокоста и в края на войната в града живеят по-малко от 1000 души – съдба, споделили много населени места в концентрираната с евреи област Латгале. През 1949 г. Прейли става административен център на район Прейли. След като Латвия става част от Съветския съюз като Латвийска ССР множество работници от Русия и Беларус се заселват в града, на което се дължи и разнообразното население на града дори след незавимостта на Латвия. Постоянният приток на работници увеличава населението до 9421 души през 1989 година.

## Население
При преброяването на населението през 1999 етническата структура на населението в Прейли е следната:
1. Латвийци (54,4%)
2. Руснаци (39,6%)
3. Поляци (1,9%)
4. Беларуси (1,5%)
5. Други (1,4%)
6. Цигани (1,2%)